# Société Nationale de Musique
Die Société Nationale de Musique (SNM) ist eine französische musikalische Vereinigung.
Sie wurde am 25. Februar 1871 gegründet, um vor allem zeitgenössische Instrumentalmusik französischer Komponisten öffentlich aufzuführen. Die Gründung war eine direkte Reaktion auf den verlorenen Deutsch-Französischen Krieg und die damit einhergehende Besorgnis, dass auch das kulturelle Leben in Frankreich vor allem vor deutschen Einflüssen bewahrt werden müsse. Daher fühlte sich die Société primär der „Ars gallica“, der gallischen Kunst, verpflichtet.
Ins Leben gerufen wurde die Société von Romain Bussine und Camille Saint-Saëns, welche sich die Präsidentschaft anfangs teilten; weitere Mitglieder waren César Franck, Ernest Guiraud, Jules Massenet, Jules Garcin, Gabriel Fauré, Alexis de Castillon, Henri Duparc, Théodore Dubois und Paul Taffanel.
Zum ersten Konzert am 17. November 1871 wurde folgende Auswahl von Werken der Gründer gespielt:
- B-Dur Trio (Franck),
- Zwei „Melodien“ (Dubois),
- Fünf Stücke „im alten Stil“ (Castillon),
- Bearbeitung seines Violinkonzertes (Garcin),
- Improvisation für Tenor (Massenet) und
- Caprice héroïque für zwei Klaviere (Saint-Saëns).

Die Kammerkonzerte fanden im Salon Pleyel statt, Orchesterwerke wurden in der Salle Érard und Orgelwerke in der Kirche von Saint-Gervais aufgeführt.
Trotz begrenzter finanzieller Mittel leistete sich die Gesellschaft erstklassige Solisten wie Pablo de Sarasate, Eugène Ysaÿe und Wanda Landowska.
Nichtfranzösische Komponisten konnten ihre Werke erst in den 1880er Jahren vorschlagen.
1886 zerstritt sich der konservative Saint-Saëns mit Franck, Vincent d’Indy und anderen. Franck, der gewählter Präsident war, setzte sich durch, sodass Bussine und Saint-Saëns aus der Société austraten.
Nach César Francks Tod 1890 wurde d’Indy neuer Präsident. In dieser Zeit wurde ebenfalls eine Reihe von Kompositionen einiger bis dahin unbekannter Talente vorgestellt, darunter Claude Debussy und Maurice Ravel. Nach weiteren Streitigkeiten verließ auch Ravel die Gesellschaft, um die Société de Musique Indépendente zu gründen. Die konkurrierenden Gesellschaften warben sich gegenseitig die Komponisten ab, sodass schließlich seltener Konzerte veranstaltet werden konnten.
Erst Olivier Messiaen vermochte die Société Nationale de Musique um 1930 wieder neu zu beleben.